# Luddranunkel
Luddranunkel (Ranunculus psilostachys) är en ranunkelväxtart som beskrevs av August Heinrich Rudolf Grisebach. Luddranunkel ingår i släktet ranunkler, och familjen ranunkelväxter. Inga underarter finns listade i Catalogue of Life.